# Vitriolage
Vous lisez un « bon article » labellisé en 2022.

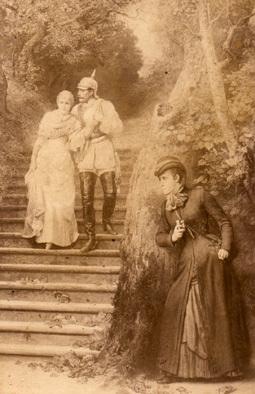
Gravure sans titre de C. Böttcher, date et lieu inconnus. Éditeur de l'exposition Vitriol, bibliothèque de l'université de Leyde.

Le vitriolage, appelé également attaque à l'acide, est une forme particulièrement violente d'agression qui consiste à jeter du vitriol (acide sulfurique) sur la victime, souvent au visage. Les dégâts occasionnés par ce type d'agression sont souvent irréversibles car, en brûlant les chairs au troisième degré, le vitriol provoque d'importantes ulcérations avec, éventuellement, des attaques osseuses ainsi que la cécité, voire la mort.
En France, les vitriolages sont particulièrement nombreux des années 1870 à 1900 puis décroissent jusqu'à disparaître. Ces agressions sont principalement commises par des femmes dans le cadre de différends privés, où la vengeance est un mobile puissant. Les criminelles, souvent des femmes abandonnées, trompées ou maltraitées, appartiennent à des milieux populaires, comme leurs victimes, le plus souvent des hommes.
Ces crimes, dont la presse se fait largement l'écho en les décrivant comme des crimes passionnels, sont traités selon des stéréotypes de genre et de classe sociale : le vitriol est perçu comme le reflet de la nature perfide des femmes, et est décrit comme une arme du pauvre, car c'est un produit à usage domestique très répandu. La simplicité du mode opératoire devient, pour les commentateurs, la preuve du manque d'intelligence des femmes, à l'inverse des crimes masculins, plus complexes. Ces caractéristiques sont incarnées par la figure de la vitrioleuse, expression apparue durant la Commune de Paris en 1871.
Les attaques au vitriol ou avec d'autres acides reparaissent à la fin du XXe et au début du XXIe siècle, principalement au Royaume-Uni et dans certains pays d'Asie du Sud et du Sud-Est. Mais cette criminalité subit alors une inversion de genre. Désormais les criminels sont surtout des hommes et les victimes sont principalement des femmes, souvent jeunes, dont le visage est ciblé dans un but punitif souvent qualifié de « crime d'honneur ». Sont en fait en jeu les différents éléments qui fondent le pouvoir que ces hommes veulent exercer sur ces femmes, qui sont défendues par plusieurs organisations internationales.
Finalement, au XIXe comme au XXIe siècle, le vitriolage reste un crime intimement lié aux questions de genre.

## Le «moment vitriol» en Europe

### Usages du vitriol

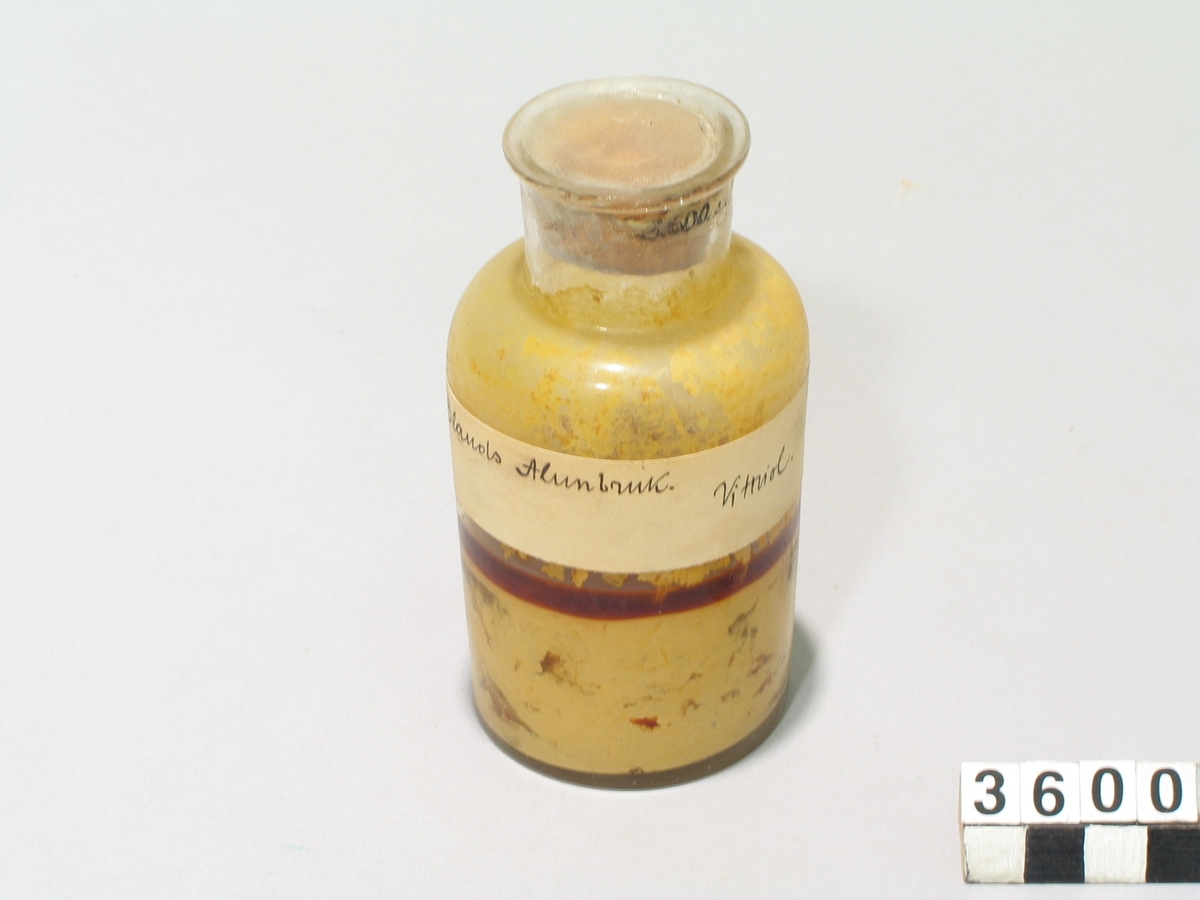
Pot de vitriol en verre, Suède, 1926. Diamètre : 5,6 cm. Hauteur : 11,7 cm.

Le vitriol (acide sulfurique) est produit à partir de la fin du XVIIIe siècle pour un usage industriel ou domestique de nettoyage des cuivres, par exemple. En France, au XIXe siècle, il est donc en vente libre dans les pharmacies et les épiceries.
Le vitriol peut être utilisé de manière pervertie pour empoisonner, par petites doses, dans l'alimentation liquide. Toutefois, les affaires d'empoisonnement au vitriol restent très rares : c'est un crime marginal parmi les crimes d'empoisonnement, qui eux-mêmes sont rares. L'historienne Karine Salomé, dans son étude sur le sujet, n'a relevé que 37 empoisonnements par vitriol en France entre 1825 et 1932. Selon elle, la figure de la vitrioleuse apparaît plutôt comme l'antithèse de celle de l'empoisonneuse. On peut néanmoins citer le cas d'une grand-mère de la Charente-Inférieure, considérée par les autorités comme « simple d'esprit », qui en 1893, empoisonne au vitriol le biberon du nouveau-né de sa fille, parce qu'elle n'admet pas la « faute » de cette dernière, dont est issu le bébé.
D'autres usages criminels du vitriol apparaissent : des piqûres infligées aux prostituées au début du XIXe siècle, des projections de vitriol sur des robes de femmes à la fin du XIXe et au début du XXe siècle, ou l'utilisation de grands volumes pour obtenir la dissolution d'un cadavre en 1925. Toutefois, ces pratiques criminelles restent très marginales.

### Naissance du vitriolage
En 1873, le mot vitriolage prend son sens actuel de jet d'acide sulfurique au visage d'une personne. Quelques années plus tard, le verbe vitrioler commence à signifier lancer du vitriol pour défigurer. En France, si les vitriolages restent rares dans les deux premiers tiers du XIXe siècle, ils commencent à retenir l'attention de la presse, alors en plein développement, et de la littérature. Le paroxysme de ce phénomène se déroule des années 1870 à 1900, avec plus d'une quinzaine d'affaires par an. On relève un pic en 1889 avec 25 vitriolages.
La presse et la littérature s'emparent de ce thème. Ces crimes fascinent les contemporains et s'ancrent dans leur imaginaire. On retrouve le vitriol dans deux nouvelles de Guy de Maupassant, d'abord publiées en feuilleton, Jadis (1880) et Pétition d'un viveur malgré lui (1882) . Le motif de la vengeance au vitriol est développé dans plusieurs romans comme Son Altesse l'amour. Drame parisien, de Xavier de Montépin (1881), Brune et blonde, de Pierre Decourcelle (1893-1894) ou Histoire d'un baiser d'Albert Cim (1894). Émile Zola prévoit d'abord que l'héroïne de L'Assommoir (1877), Gervaise Macquart, vitriole Lantier et sa maîtresse. Il y renonce parce qu'il trouve cet épisode trop mélodramatique.
À partir de 1900, le nombre de vitriolages baisse, passant à une trentaine par décennie et l'intérêt semble s'émousser : le vitriolage devient démodé, même s'il reste un thème littéraire. Ce reflux continue tout au long du XXe siècle et les affaires de vitriolage, en Europe, deviennent très rares.

### À l'origine, un crime féminin et des victimes majoritairement masculines

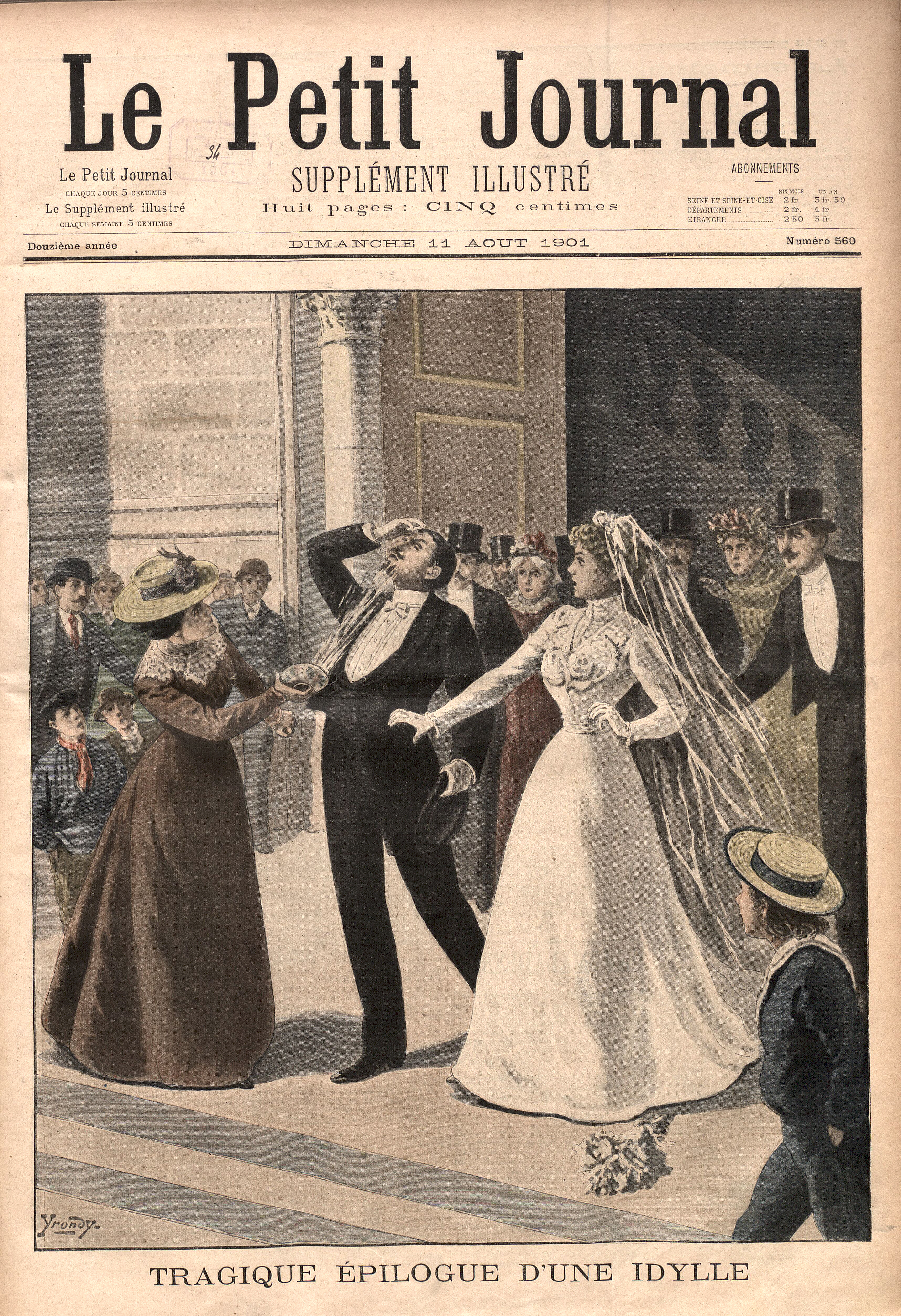
Tragique épilogue d'une idylle. Une du Petit Journal du 11 août 1901 : agression au vitriol à la sortie d'un mariage.

En France, 15 % seulement des agressions au vitriol entre 1817 et 1943 sont liées à des différends personnels comme des querelles de famille, des conflits de voisinage ou au travail, des dettes non réglées, etc. Ce sont clairement des actes punitifs.
La très grande majorité des vitriolages, 85 %, correspond à ce que les contemporains appellent des crimes passionnels. Le crime passionnel, en tant que genre criminel, apparaît dans les journaux dans les années 1880, justement à propos de vitriolages, comme celui que la comtesse de Tilly impose à sa rivale. Ces crimes sont liés à des infidélités, des séparations, des abandons, des drames conjugaux. Toutefois, le vitriol n'est que peu utilisé pour les commettre : il reste une arme marginale par rapport aux armes à feu, aux armes blanches ou aux coups de poing. La croissance du nombre de vitriolages suit celle des crimes passionnels en général.
Le vitriolage est principalement un crime endogame, pour les victimes comme pour les agresseurs, qui appartiennent aux mêmes catégories sociales populaires et se connaissent. Par exemple, Angélina Merle, 21 ans, fille d'un marchand de parapluie, vitriole son fiancé Béziade, 23 ans, ouvrier dans l'artillerie, parce qu'il fréquente une autre femme. Les crimes qui concernent des personnes d'un rang social plus élevé, comme celui de la bourgeoise à la frontière de l'aristocratie Madame de Tilly, sont des exceptions. Cette dernière affaire, l'une des plus célèbres à cause de la position sociale de la criminelle, se passe à Saintes en 1880 : Marie Amélie Girard du Domaine, 33 ans, épouse Legardeur de Tilly, vitriole la maîtresse de son mari, une couturière de dix ans de moins, par peur que son époux se remarie avec cette jeune femme après sa mort, alors qu'elle-même est malade.
Un autre cas, concernant la haute aristocratie, défraie la chronique, cette fois à Vienne, en 1915. La victime est le prince Léopold de Saxe-Cobourg-Gotha, qui entretient une liaison avec Camilla (dite aussi Mila) Rybiczka, fille d'un fonctionnaire de l'État et conseiller de la cour, depuis 1907. Quelques années plus tard, Léopold est officier d'ordonnance dans un poste de secours de la Croix-Rouge à Vienne. Il s'aperçoit graduellement que ses sentiments pour sa maîtresse ont diminué. Selon plusieurs témoins, les amants auraient eu une explication houleuse au début octobre 1915. Camilla invite Léopold à se rendre chez elle pour une ultime explication le 17 octobre 1915. Là, Camilla aurait attaqué son amant en le vitriolant au visage avant de tirer à quatre reprises sur le prince, le blessant à l'œil, à la poitrine et à l'épaule. Ensuite, elle se donne la mort d'une balle en plein cœur. Léopold souffre durant six mois avant que des injections de narcotiques au cours d'une opération cardiaque lui soient fatales. Le prince meurt le 27 avril 1916.
Le vitriolage est alors massivement un crime féminin :  parmi les récits relevés dans la presse en France, les femmes représentent 75 % des agresseurs. Dans  les affaires jugées à la cour d'assises de Paris, ce pourcentage monte à 85 %. Le plus souvent, à 85 %, les vitrioleuses agressent leur ancien époux ou compagnon, et dans 15 % des cas seulement, leur rivale. Les proportions sont à peu près les mêmes pour les vitriolages commis par des hommes, dont 92 % des attaques visent leur ancienne compagne.
Les vitrioleuses peuvent être des femmes abandonnées enceintes alors qu'elles espéraient le mariage, des épouses ou des compagnes trompées ou maltraitées. Le vitriolage peut également être relié aux conditions de vie difficiles de celle qui le commet, comme l'indique Karine Salomé : « elles dépeignent avant tout des situations de détresse matérielle et de grand désarroi. Plongées dans la misère, elles se heurtent au refus de leur ancien compagnon d'assurer la subsistance des enfants (…)  Les vitrioleuses évoquent des violences physiques (…) [des] mauvais traitements (…) des insultes (…) Elles se disent ulcérées, exaspérées. (…) Elles expriment, à travers leur geste, le refus d'une situation qu'elles jugent intolérable. ». Le vitriolage apparaît alors comme l'expression d'une profonde souffrance, où l'honneur est en jeu et où le désir de vengeance est un mobile puissant,.

### Conséquences physiques
Le vitriolage a souvent pour but de défigurer. Les atteintes au visage causées par le vitriol sont particulièrement graves parce qu'il cause des brûlures très profondes, qui varient selon la précision du lancer. Les victimes sont souvent défigurées, nez et bouche déformés, et perdent souvent la vue. Ces résultats sont décrits dans les journaux, mais les représentations iconographiques sont rares, parce que difficilement soutenables. Les brûlures causent des souffrances intenses, la cicatrisation est très longue et les visages restent marqués. Par rapport à l'acide sulfurique pur, le vitriol, qui contient également de l'eau et du sulfate d'anhydride, est plus visqueux, ce qui est un facteur aggravant. La viscosité du produit augmente en effet son temps de contact avec la peau.
Les criminelles expriment parfois une volonté de « marquer » leurs victimes : « le but est surtout de révéler aux yeux de tous [l']infamie [de l'homme] et déplacer ainsi l'indignité ». Cette dévastation du visage, qui rend méconnaissable, ne semble pas être reliée par les contemporains au genre de la victime, contrairement à l'époque actuelle. La défiguration n'est pas alors reconnue comme une forme d'invalidité. Ce ne sera le cas qu'après la Première Guerre mondiale, à cause de la multiplication des gueules cassées.
Le vitriolage peut aussi entraîner des pathologies graves comme la septicémie ou l'insuffisance rénale aiguë, causer la dépigmentation de la peau, voire la mort.

### Perception

#### Traitement judiciaire
Les ressorts du crime passionnel sont repris dans les romans-feuilletons, la littérature et le théâtre. Toutefois la justice se limite plutôt à y voir l'expression d'une vengeance, dont la préméditation, attestée par l'achat préalable du vitriol, est une circonstance aggravante. Les jurés et les juges semblent néanmoins faire preuve d'une certaine indulgence envers les vitrioleuses, vues comme appartenant à ce qu'on appelle à cette époque « le sexe faible » et comme des accusées également victimes. En cour d'assises, les peines infligées varient entre six mois et huit ans de prison, des accusées sont parfois acquittées et certaines affaires sont passées en correctionnelle. Cette supposée mansuétude est d'ailleurs réprouvée, alors qu'au fil du temps ce type d'agression physique paraît de plus en plus intolérable.
Karine Salomé estime que les juges font preuve à la fois de sexisme et de mépris de classe à l'encontre des vitrioleuses, qui utilisent une « arme du pauvre ». À cela s'ajoute la réprobation envers les relations sexuelles hors mariage et le concubinage de certaines de ces femmes.

#### Traitement médiatique

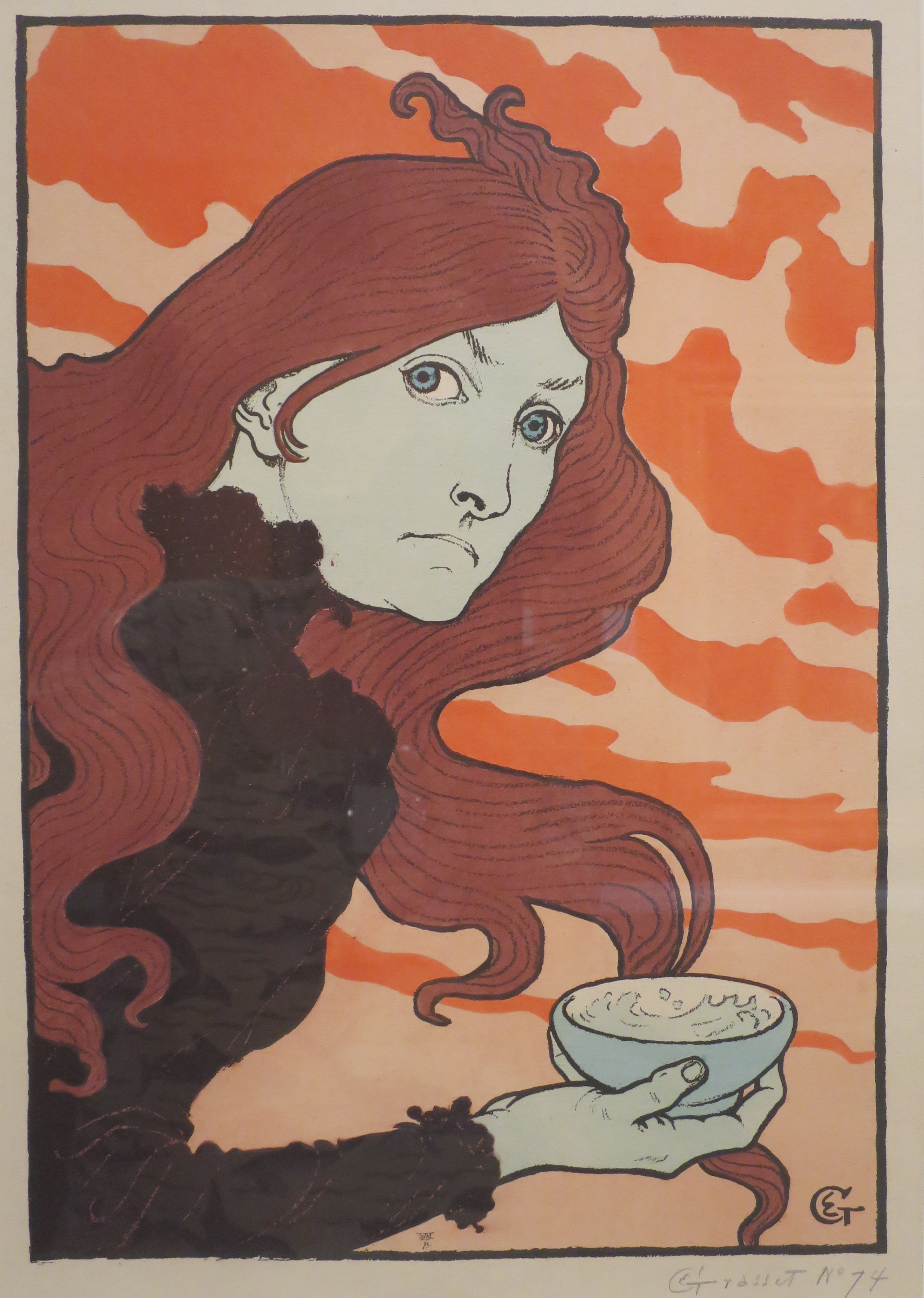
La vitrioleuse. Lithographie d'Eugène Grasset, 1894.

Dans la presse, le vitriolage dépasse vite le cadre du simple fait divers, pour devenir un sujet politique et de société. Il prend place dans les premières pages et n'est pas seulement traité par les journalistes spécialisés dans la chronique judiciaire. Crime majoritairement féminin, il pose aux contemporains la question de la place des femmes dans la famille et la société. Les vitrioleuses incarnent le désordre et la déviance, qui inquiètent les commentateurs, presque tous des hommes, mais la commission de ces crimes sert aussi d'argument pour proposer des lois autorisant la recherche de paternité ou le divorce, interdit en France jusqu'en 1884.
Ces femmes incarnent également, selon les circonstances, les figures opposées de la victime héroïque et de la délinquante misérable. Certaines sont vues comme des manipulatrices perverses, comme la veuve Gras, 38 ans, qui organise en 1877 l'agression de son amant infidèle. À l'opposé se dresse la figure de Madame de Tilly, qui, au même âge, incarne l'épouse vertueuse défendant son honneur bafoué. Eugénie Barbe, domestique de 19 ans qui vitriole en 1881 Auguste Vignes qui l'a abandonnée pour une autre, offre l'image de la jeune ingénue trompée. Le cas d'Adélaïde Pautard correspond à un autre type, celui de la mère de famille protectrice dont le mari gaspille les ressources du ménage.
Les commentateurs s'interrogent alors sur une éventuelle spécificité criminelle féminine. Le vitriol, article de ménage, apparaît comme une arme de femme, dont la simplicité d'usage manifeste, selon beaucoup de contemporains, le manque de capacités intellectuelles des femmes, tandis que la ruse déployée dans l'agression est interprétée comme une manifestation de la perfidie féminine. La supposée fragilité physique et psychique de ces femmes est reliée à l'hystérie. Ces réflexions font partie d'une difficulté plus générale à saisir la violence des femmes à un moment où la criminalité féminine commence à émerger en tant que « problème ». La femme criminelle incarne alors les grands bouleversements sociaux et culturels de l'époque, qu'ils concernent la place de la femme dans la société et les stéréotypes de genre ou la diffusion d'une culture de masse. Dans ce contexte, les vitrioleurs sont vus comme des hommes anormaux, à la virilité douteuse.

### Le vitriol, arme presque imaginaire des luttes collectives
Dans la première moitié du XIXe siècle, les récits contemporains des grèves, émeutes et insurrections en France font parfois allusion à de possibles usages populaires du vitriol comme arme, sans preuve. Par contre, son usage est attesté avec certitude dans quelques cas de conflits sociaux au Royaume-Uni des années 1820 aux années 1840,. Quelques récits des journées révolutionnaires de juin 1848 évoquent l'emploi de vitriol par les insurgés, mais dans les faits rien ne soutient ces assertions. À propos de la Commune de Paris, certains de ses contempteurs mettent en avant — ici aussi sans preuve — la figure de la vitrioleuse (c'est le moment où ce terme apparaît) à côté de celle, nettement plus répandue, de la pétroleuse. Elles servent toutes deux d'illustration de la barbarie du peuple que ces écrits veulent dénoncer.
On rapporte également un conflit social aux États-Unis en 1891 pendant lequel le leader ouvrier aurait donné l'ordre d'utiliser du vitriol. Plus généralement, dans les conflits sociaux de la fin du XIXe siècle et du début du XXe siècle, le vitriol est parfois utilisé comme arme de sabotage, de dégradation de l'outil de production. Mais ces cas sont très rares et l'usage du vitriol fait alors l'objet d'une désapprobation générale. Lors de la Première Guerre mondiale, des rumeurs sans fondement courent quant à l'existence de fusils au vitriol, mais il s'agit d'expérimentations préalables abandonnées et de bruits destinés à discréditer l'ennemi.
L'usage de l'acide sulfurique resurgit en 2000 dans le conflit social de l'usine Cellatex, dans les Ardennes, pendant lequel des salariés déversent de l'acide dans un ruisseau, non sans l'avoir muni d'un marqueur rouge.

## Recrudescence et inversion au début duXXIesiècle

### Persistance en Grèce, recrudescence à Londres
Le vitriolage s'estompe en Europe après la Seconde Guerre mondiale, mais ne disparaît pas entièrement. En Grèce, dans les années 1950, des femmes abandonnées et s'estimant déshonorées se vengent en jetant de l'acide sur leur ex-amant.
En 1996, à Londres, la chanteuse Björk fait l’objet d'une tentative d'attentat par un fan obsédé qui lui envoie un colis piégé à l'acide, mais le paquet est intercepté par la Metropolitan Police Service. En Europe occidentale, les quelques affaires de vitriolage des années 2000 et 2010 sont des cas isolés et sévèrement punis. La recrudescence des attaques à l'acide à Londres en 2015-2017 apparaît comme une inquiétante exception. À Londres, en 2016 et en 2017, plus de 400 attaques à l'acide par an ont été perpétrées. En élargissant le cadre géographique à l'ensemble de l'Angleterre et du Pays de Galles, l'estimation est d'environ 800 attaques par an en 2016 et en 2017, en incluant toutes les catégories de substances corrosives, y compris l'acide chlorhydrique.
Toutefois, leurs buts ont changé. Elles s'inscrivent dans une criminalité plus ordinaire et impersonnelle, le vitriol servant d'arme pour voler des voitures, par exemple. Les peines infligées aux coupables sont conséquentes. Dans les tabloïds britanniques, les récits de ces affaires se concentrent sur les attaques elles-mêmes et la douleur qu'elles engendrent chez les victimes, laissant de côté le contexte socio-culturel.

### Des attaques contre les femmes en Asie

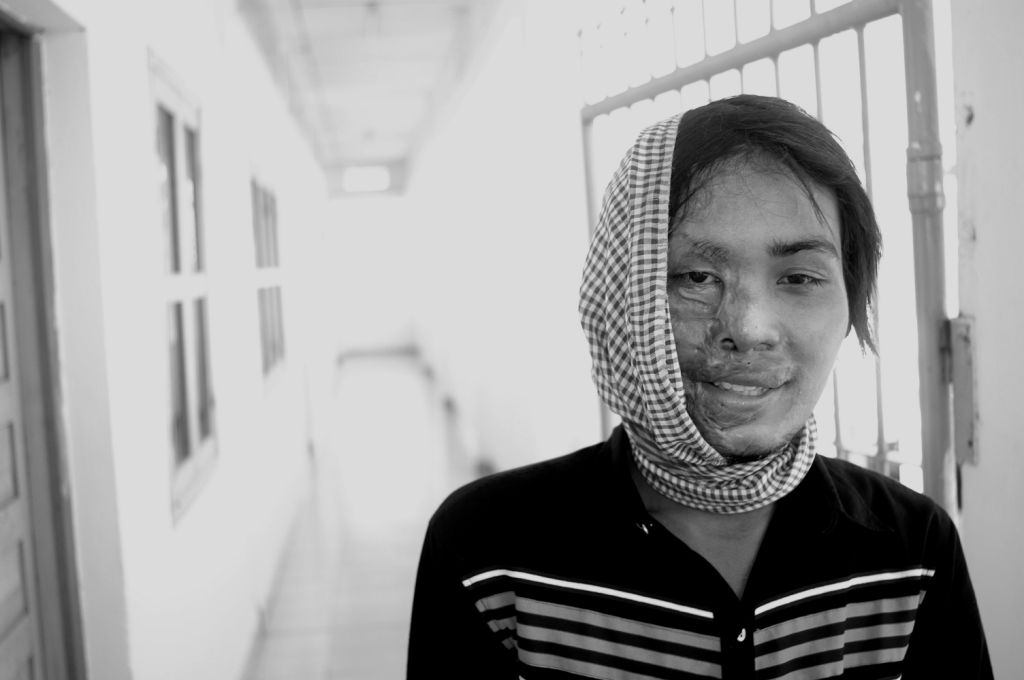
Victime d'un vitriolage au Cambodge (2007).

C'est dans les pays du Sud, principalement asiatiques, que, au début du XXIe siècle, ce type d'agression devient courant. Les premières attaques à l'acide sont relevées dès les années 1960 au Cambodge et au Bangladesh. Selon l'association Acid Survivors Foundation (en) fondée par Monira Rahman, le rythme de ces agressions est au minimum de 1 500 par an dans le monde. Les pays les plus touchés sont le Pakistan, l'Inde, le Bangladesh où ont lieu plusieurs centaines de vitriolages par an, mais aussi, dans une moindre mesure, le Cambodge, la Colombie et l'Ouganda.
En Inde, les statistiques officielles relèvent une centaine d'attaques à l'acide par an entre 2011 et 2015. Une étude publiée en 2021 par  trois criminologues britanniques les évalue à entre 280 et 300 par an en 2016, 2017 et 2018, tentatives comprises. Selon Acid Survivors Foundation, il y en aurait en fait en Inde entre 500 et 1 000 chaque année.
Cette recrudescence s'accompagne d'une inversion très nette des rapports de genre du vitriolage. En Inde et au Bangladesh, ces violences sont à plus de 80 % exercées par des hommes sur des femmes. La situation est différente au Cambodge et en Ouganda, où les femmes sont aussi nombreuses que les hommes à commettre ces crimes. Au Cambodge, 30 % à 40 % des vitriolages sont le fait d'épouses ou d'ex-épouses qui agressent leurs rivales. De même, les attaques commises par les femmes en Ouganda s'inscrivent dans un cadre familial. Là où des études ont été conduites, comme au Bangladesh, les victimes sont majoritairement issues des classes populaires rurales.

### Des crimes liés au pouvoir masculin

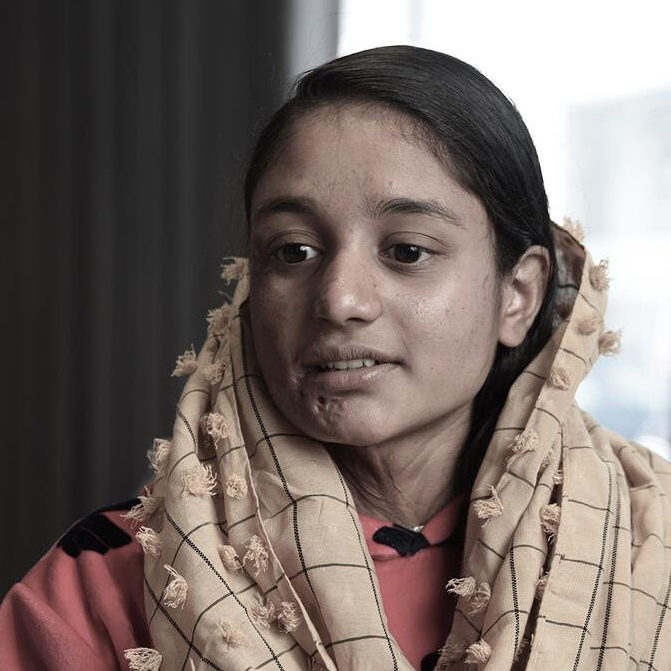
Muskan Khatun, Népalaise vitriolée à l'âge de 15 ans pour avoir refusé les avances d'un garçon. Militante des droits des femmes, Prix international de la femme de courage 2021.

Ces crimes sont souvent qualifiés de « crimes d'honneur » , mais cette appellation cache des situations différentes. Il s'agit très clairement d'une violence sexuelle, qui impose aux femmes un pouvoir masculin. Ainsi, ces crimes sont d'abord commis par des hommes éconduits, à la suite d'un rejet par les victimes d'un projet de mariage ou de leur refus de céder à des avances sexuelles. Ce refus est interprété par les criminels comme une atteinte à leur honneur. Les témoignages montrent des femmes harcelées par des pressions incessantes. Ces victimes sont souvent très jeunes : au Bangladesh elles ont moins de 18 ans pour la moitié d'entre elles.
Des désaccords avec la famille de la mariée sur le montant de la dot sont aussi à l'origine d'une part des vitriolages. Les disputes conjugales sont également à incriminer, le vitriolage étant alors une forme exacerbée de violence familiale. Parfois, les époux et pères refusent ainsi les manifestations d'autonomie de leur femme ou de leur fille. Les vitriolages peuvent aussi être la conséquence de différends financiers ou fonciers, ou de jalousie professionnelle de la part d'un homme comme dans le cas de Preeti Rathi, infirmière morte pour ce motif à 23 ans en Inde.
En Iran, des attaques à l'acide contre des femmes au volant ont eu lieu en 2014. En Inde, les attaques à l'acide sont parfois collectives, comme en 2002 et en 2008, dans le cadre de tensions inter-religieuses, et on incrimine régulièrement la police.

### Faire face

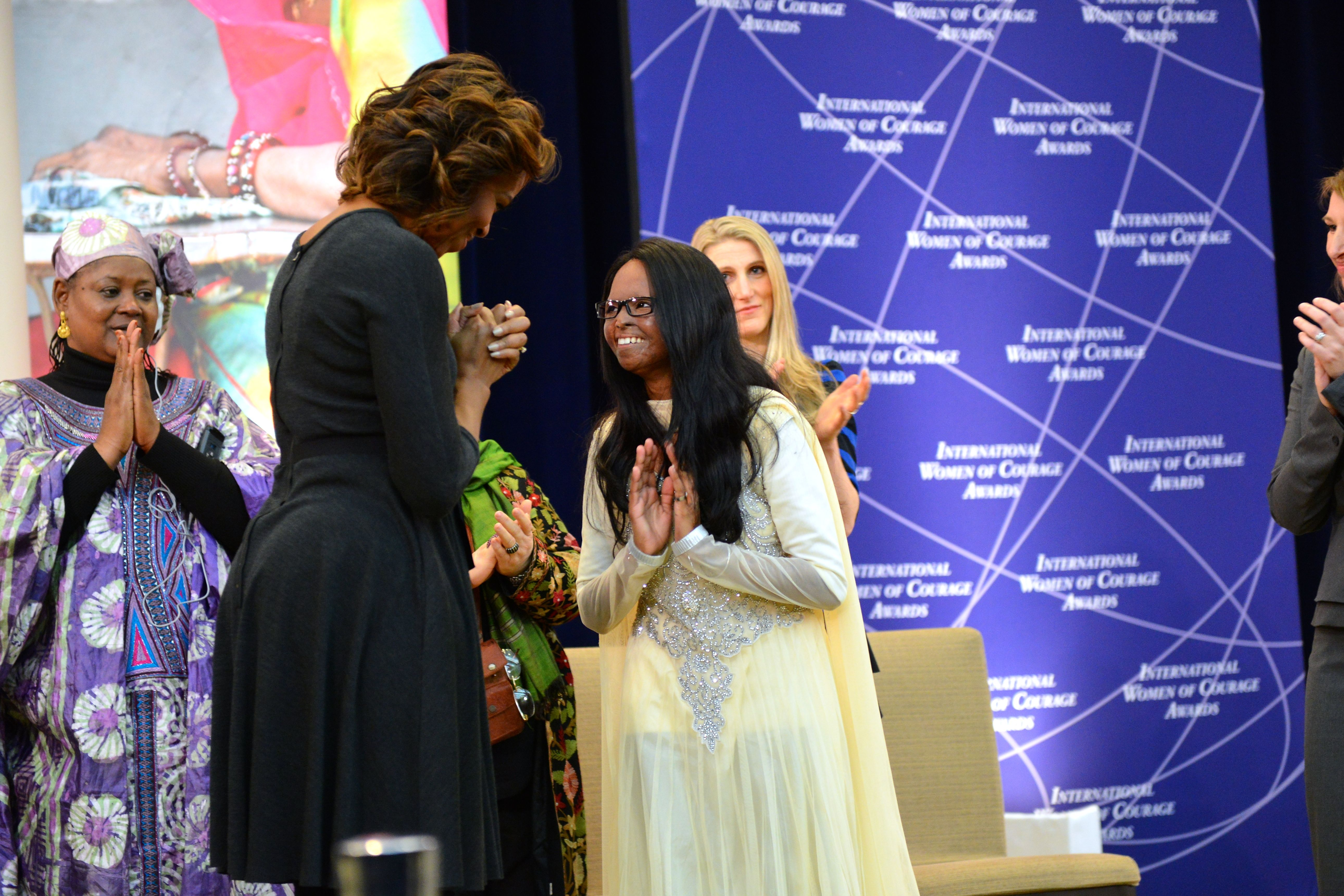
Michelle Obama remet le Prix international de la femme de courage en 2014 à Laxmi Agarwal, militante contre le vitriolage.

Après avoir soigné les brûlures, les victimes sont confrontées à la nécessité de reconstruire leur visage par des greffes et des opérations multiples. Leur difficulté à accepter leur nouvelle apparence est très grande. L'impact psychologique de ces crimes est particulièrement important. Il s'agit d'un événement traumatique qui cause divers troubles obsessionnels, qui peuvent se traduire par des formes de misandrie. Le vitriolage est une atteinte à la santé physique et mentale. Cette détresse psychologique n'est pas forcément corrélée à la gravité physique des blessures. Quand l'attaque provient de membres de la famille, l'atteinte psychologique est encore plus grave. Dans le cadre de la prise en charge des victimes, les faire travailler sur la notion de pardon semble offrir des perspectives thérapeutiques encourageantes.
Les victimes sont parfois rejetées par leurs proches et les conséquences du vitriolage oblitèrent souvent toute perspective de mariage. Beaucoup d'entre elles subissent une forme d'exclusion sociale. Pourtant, la recherche montre que le soutien social joue un rôle crucial dans leur processus d'adaptation.
Des organisations internationales, comme la Fondation Surgir, défendent ces victimes. Certaines d'entre elles deviennent des militantes et sont mises en avant. Ainsi, Laxmi Agarwal, Indienne défigurée à 16 ans et militante pour les droits des femmes, reçoit le Prix international de la femme de courage en 2014. Elle devient l'égérie d'une marque en 2016. La même année, Reshma Qureshi, 19 ans, Indienne attaquée à 17 ans, militante de l'organisation non gouvernementale Make Love Not Scars défile à la New York Fashion Week,. En 2020, la vie de Laxmi Agarwal est le sujet d'un film en hindi intitulé Chhapaak (en), avec l'actrice Lakshmi Chandrashekar.

### Punir et prévenir

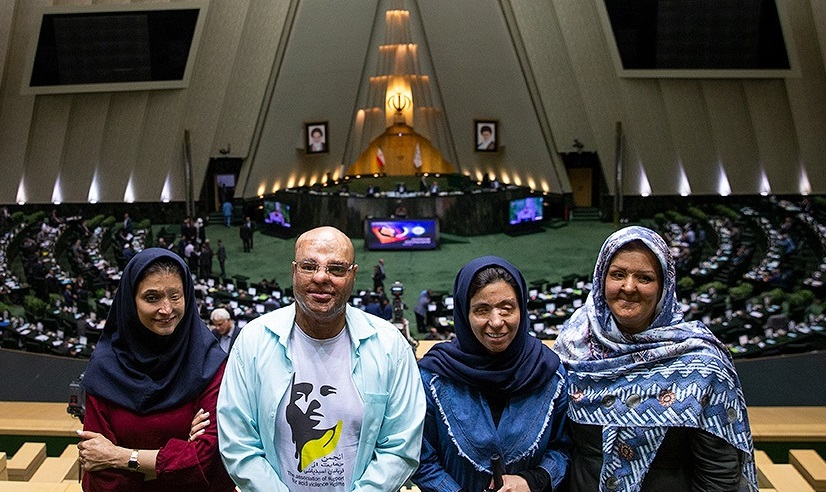
Victimes de vitriolages au Parlement iranien (2019).

Pour lutter contre ces attaques, les pays concernés durcissent leur législation. Ainsi, depuis 2002, le Bangladesh punit de la peine de mort les attaques à l'acide et renforce le contrôle sur ces produits. Le Cambodge légifère en 2012 pour réduire les possibilités d'achat d'acide sulfurique, ce qui a pour effet de réduire le nombre de vitriolages. En 2013, l'Inde modifie son Code pénal pour mieux punir ces attaques et tente de réglementer aussi la vente de l'acide. En 2017, le Pakistan prépare une loi punissant de la peine de mort les vitriolages. En 2019, le Parlement iranien adopte une loi similaire.
Laxmi Agarwal, la rescapée indienne à l'origine des modifications législatives en Inde, lance en 2018 une campagne contre la vente d'acide. En effet, l'acide est une arme facilement disponible en Inde et la régulation de son commerce est un levier important de la lutte contre les vitriolages. La prévention de ces crimes pourrait inclure un meilleur contrôle de la disponibilité et de l'accessibilité des corrosifs.